# پارک سگ (فیلم)
پارک سگ (به انگلیسی: Dog Park) فیلمی محصول سال ۱۹۹۸ و به کارگردانی بروس مک‌کولوچ است. در این فیلم بازیگرانی همچون ناتاشا هنستریج، لوک ویلسون، جنین گرافلو، کاتلین رابرتسون، بروس مک‌کولوچ، امی کاری، هارلند ویلیامز، کریستین لمن، گوردون کوری، مارک مک‌کینی، پیتر مک‌نیل، جری شیفر، زکری بنت، آلبرت شولتز، تری هاکس ایفای نقش کرده‌اند.